# 赫爾曼·埃貢 (菲斯滕貝格)
赫爾曼·埃貢（Hermann Egon von Fürstenberg，1627年11月5日—1674年9月22日）是菲斯滕貝格-海林根貝格伯爵埃貢八世的兒子，史特拉斯堡主教威廉·埃貢·馮·菲斯滕貝格的兄長。1664年兄弟兩人受晉升為帝國親王。

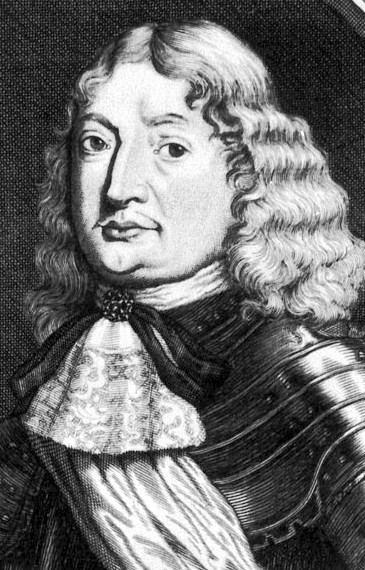
赫爾曼·埃貢

1655年赫爾曼·埃貢娶遠房堂兄腓特烈·魯道夫的女兒瑪麗亞·法蘭西絲卡（Maria Franziska）。他們有四個孩子。
- 安東·埃貢（1656－1716）
- 安娜·阿德海德（1659－1701），嫁圖恩和塔克西斯的歐根·亞歷山大
- 瑪麗亞·法蘭西絲卡（1660－1691）
- 埃曼努爾·法蘭茲（1663－1688）